# Diplodia cajani
Diplodia cajani är en svampart som beskrevs av Raych. 1942. Diplodia cajani ingår i släktet Diplodia och familjen Botryosphaeriaceae.   Inga underarter finns listade i Catalogue of Life.